# Narcis Bonet
Narcís Bonet i Armengol (Barcellona, 23 gennaio 1933 – VI arrondissement di Parigi, 11 gennaio 2019) è stato un compositore spagnolo.

## Biografia
Narcís Bonet nacque a Barcellona il 23 gennaio 1933 dal padre architetto Lluís Bonet ed era il fratello dell'architetto Jordi Bonet i Armengol e dell'abate Lluís Bonet i Armengol, rettore della Sagrada Familia fino al 2018. Narcis studiò al Conservatorio Municipale di Musica di Barcellona con Joan Massià Prats, Maria Carbonell Mumbrú e Eduard Toldrà, che lo introdusse al Palau de la Música Catalana nel 1947, dove tenne il suo primo recital. Successivamente lavorò con Joaquim Zamacois, Emilio Pujol e Lluís Maria Millet e nel 1949 si trasferì a Parigi per studiare con Nadia Boulanger. Nel 1955 fu presidente dei Joventuts Musicals de Barcelona, nel 1962 della Federazione Internazionale della Gioventù Musicale e rappresentante nel Consiglio Musicale dell'UNESCO.
Nel 1979, Narcís Bonet succede a Nadia Boulanger come direttore del Conservatorio americano di Fontainebleau e, dal 1971, è professore al Conservatoire national supérieur de musique et de danse de Paris e vicedirettore dell'École normale de musique di Parigi.
Narcís Bonet è stato membro del Consiglio musicale della Fondazione Principe Pierre de Monaco e commendatore dell'Ordine al merito culturale del Principato di Monaco, dove ha promosso la cultura catalana. Nel 1998 ricevette la Croce di San Giorgio.